# 大黒屋グローバルホールディング
大黒屋グローバルホールディング株式会社（英: Daikokuya Global Holding Co., Ltd.）は、東京都港区に本社を置く持株会社。旧社名は株式会社ディーワンダーランド。親会社の大黒屋ホールディングス株式会社についても当項目にて扱う。 

## 概要
T&E SOFTとして創業し、ハイドライドシリーズ、遙かなるオーガスタなどのヒット作品を開発した老舗パソコンゲームソフトハウスが前身。
その後、スクウェア（現・スクウェア・エニックス・ホールディングス）のオーナーとして知られる宮本雅史およびスクウェア自身の出資を受けたが資金難に陥り、ゲーム開発事業から撤退した。
オリエンタルランドの資本参加を受け、2003年7月からディズニーワンダーランドサービスを開始するが、不振のため2005年1月31日をもってサービス終了。本サービスをめぐり、ニフティから訴訟を起こされた（2007年和解成立）。また、本サービス終了後の主力事業であるソフトウェア開発事業でも顧客の銀座ステファニー化粧品から損害賠償請求で提訴された（2009年和解成立）。
2005年4月に旧コンテンツ制作部が独立した株式会社ディープがティーアンドイーソフトの商標権を取得し、ゲーム開発を継続していたが、2006年に創業者の横山兄弟の兄俊朗が2003年に設立した株式会社デジタルゴルフに吸収合併され、名古屋支社を設立。デジタルゴルフがティーアンドイーソフトのブランド名で開発を続けていた。その後、2008年1月21日に名古屋支社の開発部門を株式会社ティーアンドイーソフトとして分社化、1月30日に株式会社ドワンゴの子会社ゲームズアリーナがティーアンドイーソフトの発行済み全株式を取得することを発表、ゲームズアリーナの子会社化（ドワンゴの孫会社化）されたため、現在の株式会社ティーアンドイーソフトは関係がなくなっている。
2006年に質屋業の株式会社大黒屋を買収。大黒屋が実質的な存続会社に該当するとしてジャスダックの実質的存続性の審査対象となった。審査の結果、不適当な合併と認められ、上場再申請することができず、上場廃止となった。
2015年12月に社名を大黒屋グローバルホールディングに変更した。

## 沿革
- 1982年（昭和57年）10月14日 - 株式会社ティーアンドイーソフト設立。
- 1990年（平成2年）10月 - クリスタルソフト株式会社と合併。
- 1995年（平成7年）2月17日 - 株式を店頭登録（現・ジャスダック）。
- 2001年（平成13年）
  - 1月 - ディズニー社と資本・業務提携し、オンライン事業に参入。
  - 3月 - Gama Internet Technology USA, Inc. を子会社化。
- 2002年（平成14年）5月1日 - 商号を株式会社ディーワンダーランドに変更。
- 2003年（平成15年）9月 - 株式会社オリエンタルランドが資本参加。
- 2006年（平成18年）
  - 3月30日 - オリオン・キャピタル・マネージメント株式会社を割当先とした第三者割当増資を実施。
  - 3月31日 - 買収のための受け皿会社として、有限会社大黒屋ホールディングス（現・株式会社大黒屋）の社員持分を取得し、完全子会社とする。同社により、株式会社大黒屋、ザグ株式会社及び株式会社エビスの株式を取得し、それぞれを子会社化。
  - 12月 - 子会社である大黒屋ホールディングス（現・大黒屋）、大黒屋、ザグ及びエビスを合併し、存続会社である大黒屋ホールディングスは株式会社大黒屋に商号変更。
- 2009年（平成21年）
  - 7月 - 森電機株式会社（現・大黒屋ホールディングス株式会社）の持分法適用会社となる。
  - 9月18日 - 持株会社体制へ移行。
- 2010年（平成22年）
  - 2月9日 - 上場廃止。
  - 4月 - 本店所在地を東京都港区に移転。
- 2013年（平成25年）11月 - アジアグロースキャピタル株式会社（現・大黒屋ホールディングス株式会社）の子会社となる。
- 2015年（平成27年）
  - 10月 - AU 79 LIMITEDの株式を取得し、AU 79 LIMITED、AG 47 LIMITED、SPEEDLOAN FINANCE LIMITED、CHANTRY COLLECTIONS LIMITEDを連結子会社化。
  - 12月 - 商号を大黒屋グローバルホールディング株式会社に変更。

### 大黒屋ホールディングス株式会社
- 1915年（大正4年） - 照明器具の製造販売を行う森新治郎商店が設立された。
- 1935年（昭和10年） - 森電機株式会社に改組した。
- 1961年（昭和36年） - 東証二部上場。
- 2012年（平成24年）12月 - アジアグロースキャピタル株式会社に商号を変更した。
- 2016年（平成28年）8月 - 大黒屋ホールディングス株式会社に商号を変更した。

## 大黒屋ホールディングス株式会社

### 投資事業
- 株式会社大黒屋

中古ブランド品（バッグ、時計、宝飾品）の買取と販売、質屋業

### 電機事業
- 森電機株式会社

防爆型(安全増・耐圧・水素)照明器具、防爆型電路配管器具の製造販売
電路配管器具(粉塵型・密閉型・電路配管器具)の製造販売 